# Associazione Calcio Legnano 1992-1993
Questa pagina raccoglie le informazioni riguardanti l'Associazione Calcio Legnano nelle competizioni ufficiali della stagione 1992-1993.

## Stagione
Questo è il punto più basso della storia dei Lilla, perlomeno fino ad allora. Già 15 anni prima il Legnano aveva giocato tra i Dilettanti, ma all'epoca il campionato di Serie D era il quarto livello del calcio italiano. Il Campionato Nazionale Dilettanti, invece, con la scissione della Serie C in Serie C1 e C2 di qualche anno prima, è diventato la quinta categoria della piramide calcistica italiana.
Obiettivo della dirigenza è l'immediata promozione in Serie C2. Inizialmente, come allenatore, viene scelto Luigi Bresciani, che rassegna le dimissioni subito dopo il precampionato venendo sostituito da Marco Torresani. Per quanto riguarda il calciomercato, vengono acquistati i centrocampisti Francesco Tolasi, Daniele Gardini e Sergio Elli e l'attaccante Angelo Seveso.
Il campionato 1992-1993 tra i dilettanti è un purgatorio che dura una sola stagione. Il Legnano vince con 50 punti il girone A, con quattro punti di vantaggio sul Saronno secondo e nove punti sul Fanfulla terzo, risalendo subito in Serie C2. Degna di nota è la storica vittoria esterna sulla Caratese per 7 a 0. Nel torneo per l'assegnazione dello Scudetto Dilettanti, i Lilla vengono eliminati nelle semifinali. In Coppa Italia Dilettanti, il Legnano è eliminato dal Treviso (che vincerà poi la competizione) al quarto turno.

## Divise e sponsor
| Casa |

## Organigramma societario
Area direttiva
- Presidente: comm. Ferdinando Villa
- Direttore generale: Mauro Bicicli

Area tecnica
- Allenatore: Marco Torresani

## Rosa
| N. |                   | Ruolo | Calciatore        |
| -- | ----------------- | ----- | ----------------- |
|    | Italia (bandiera) | P     | Stefano Banfi     |
|    | Italia (bandiera) | D     | Gianluca Bestetti |
|    | Italia (bandiera) | C     | Paolo Capra       |
|    | Italia (bandiera) | D     | Alessio Cicchetti |
|    | Italia (bandiera) | D     | Simone Cominetti  |
|    | Italia (bandiera) | A     | Maurizio Croce    |
|    | Italia (bandiera) | P     | Alberto Dal Molin |
|    | Italia (bandiera) |       | Daquino           |
|    | Italia (bandiera) | C     | Sergio Elli       |
|    | Italia (bandiera) | C     | Bartolomeo Foglio |

| N. |                   | Ruolo | Calciatore               |
| -- | ----------------- | ----- | ------------------------ |
|    | Italia (bandiera) | C     | Daniele Gardini          |
|    | Italia (bandiera) | C     | Diego Lavelli            |
|    | Italia (bandiera) | D     | Enrico Giuseppe Pedretti |
|    | Italia (bandiera) | C     | Aldo Porrino             |
|    | Italia (bandiera) | A     | Enrico Porrino           |
|    | Italia (bandiera) | A     | Fabio Scienza            |
|    | Italia (bandiera) | A     | Angelo Seveso            |
|    | Italia (bandiera) | D     | Mario Tacca              |
|    | Italia (bandiera) | C     | Francesco Tolasi         |

## Risultati

### Campionato Nazionale Dilettanti (girone A)

#### Girone d'andata
| Arbitro: | Toniolo (Schio) |

|             |           |              |
| Daquino 56’ | Marcatori | 23’ De Riggi |

| Arbitro: | Lion (Padova) |

|  |           |   |
|  | Marcatori | . |

| Arbitro: | Preschern (Mestre) |

|                              |           |  |
| Tolasi 13’ Seveso 45+1’, 83’ | Marcatori |  |

| Arbitro: | Dalle Fusine (Schio) |

|                       |           |                                  |
| Pasquadibisceglie 77’ | Marcatori | 37’ Seveso 41’ Scienza 64’ Capra |

| Arbitro: | Salaorni (Verona) |

|                                         |           |                |
| Seveso 35’, 63’ (rig.) Scienza 48’, 53’ | Marcatori | 82’ Serravalle |

| Arbitro: | Castellani (Verona) |

|                              |           |            |
| Seveso 41’ (aut.) Pagano 84’ | Marcatori | 26’ Seveso |

| Arbitro: | Parissinotto (Venezia) |

|  |           |                   |
|  | Marcatori | 42’ (aut.) Seveso |

| Arbitro: | Tomasi (Conegliano) |

|           |           |                |
| Capra 36’ | Marcatori | 17’ Riccadonna |

| Arbitro: | Guiducci (Arezzo) |

|  |           |   |
|  | Marcatori | . |

| Arbitro: | Soffritti (Ferrara) |

|                      |           |  |
| Pedretti 4’ Capra 7’ | Marcatori |  |

| Arbitro: | Ingento (Nocera Inferiore) |

|  |           |                 |
|  | Marcatori | 21’ (aut.) Elli |

| Arbitro: | Miotto (Trento) |

|                                |           |                           |
| Cuscunà 34’ (rig.) Bottoni 58’ | Marcatori | 8’ Scienza 87’ Porrino E. |

| Arbitro: | Incontro (Vicenza) |

|                                        |           |             |
| Tolasi 70’ Capra 82’ Seveso 87’ (rig.) | Marcatori | 60’ Moncada |

| Arbitro: | Mandolito (Cosenza) |

|  |           |             |
|  | Marcatori | 85’ Gardini |

| Arbitro: | Costa (Portogruaro) |

|                                  |           |           |
| Seveso 37’ (rig.), 58’, 77’, 80’ | Marcatori | 43’ Gatti |

| Arbitro: | Strocchia (Nola) |

|                          |           |                                          |
| Specchia 24’ Di Toro 47’ | Marcatori | 22’ Scienza 83’ (rig.) Seveso 87’ Tolasi |

| Arbitro: | Cecotti (Udine) |

|                             |           |               |
| Cesaro 26’ (aut.) Capra 49’ | Marcatori | 55’ Vicenzino |

#### Girone di ritorno
| Arbitro: | Pirrone (Messina) |

|              |           |               |
| Terraneo 59’ | Marcatori | 79’ Cicchetti |

| Arbitro: | Tullio (Avezzano) |

|  |           |   |
|  | Marcatori | . |

| Arbitro: | Urbano (Carbonia) |

|  |           |   |
|  | Marcatori | . |

| Arbitro: | Soffritti (Ferrara) |

|                |           |          |
| Porrino A. 37’ | Marcatori | 72’ Pini |

| Arbitro: | Linfatici (Viareggio) |

|  |           |                             |
|  | Marcatori | 44’ (aut.) Camani 90’ Capra |

| Arbitro: | Airoldi (Molfetta) |

|                                  |           |                        |
| Seveso 30’, 82’ Scienza 54’, 57’ | Marcatori | 80’ Allievi 88’ Grassi |

| Arbitro: | Manfredi (Jesi) |

|                         |           |  |
| Gardini 17’ Scienza 65’ | Marcatori |  |

| Arbitro: | Amorico (Foggia) |

|  |           |                                                                       |
|  | Marcatori | 19’ Tolasi 38’, 47’ Scienza 50’ (rig.), 58’, 60’ Porrino E. 66’ Croce |

| Arbitro: | Lombardi (Messina) |

|                               |           |  |
| Porrino A. 10’ Capra 63’, 83’ | Marcatori |  |

| Arbitro: | Ciulli (Roma) |

|  |           |                                 |
|  | Marcatori | 80’ (aut.) Quaranta 88’ Scienza |

| Arbitro: | Cossero (Udine) |

|             |           |                           |
| Cavallo 75’ | Marcatori | 70’ Porrino E. 74’ Seveso |

| Arbitro: | Carraro (Conselve) |

|                  |           |  |
| Rasia 53’ (aut.) | Marcatori |  |

| Arbitro: | Stragliotto (Bassano del Grappa) |

|             |           |             |
| Maltese 78’ | Marcatori | 63’ Scienza |

| Arbitro: | Perissinotto (Venezia) |

|                                   |           |           |
| Scienza 60’ Tolasi 62’ Seveso 90’ | Marcatori | 50’ Curti |

| Arbitro: | Biasutto (Vicenza) |

|                   |           |                   |
| Quaranta 18’, 21’ | Marcatori | 3’, 45+1’ Scienza |

| Arbitro: | Bianco (Lecce) |

|                                           |           |                                  |
| Seveso 31’ (rig.), 37’ (rig.), 40’ (rig.) | Marcatori | 20’ (rig.) Zardi 69’, 85’ Ceruti |

| Arbitro: | Serale (Genova) |

|               |           |  |
| Vicenzino 67’ | Marcatori |  |

#### Scudetto dilettanti
| Legnano Semifinali | Legnano | 1 – 1 | Cittadella | Stadio Giovanni Mari |

| Voghera Semifinali | Voghera | 2 – 0 | Legnano |  |

### Coppa Italia Dilettanti

#### Primo turno - Triangolare 6
| Legnano 23 agosto 1992 1ª giornata  | Legnano   | 4 – 2 | Saronno | Stadio Giovanni Mari |
| \| \| \| \| \| \| Marcatori \| . \| |           |       |         |                      |
|                                     |           |       |         |                      |
|                                     | Marcatori | .     |         |                      |

| 27 agosto 1992 2ª giornata          |           | - – - |  |  |
| \| \| \| \| \| \| Marcatori \| . \| |           |       |  |  |
|                                     |           |       |  |  |
|                                     | Marcatori | .     |  |  |

| Gallarate 30 agosto 1992 3ª giornata | Gallaratese | 0 – 2 | Legnano |  |
| \| \| \| \| \| \| Marcatori \| . \|  |             |       |         |  |
|                                      |             |       |         |  |
|                                      | Marcatori   | .     |         |  |

#### Secondo turno - Triangolare 2
| Legnano 14 ottobre 1992 1ª giornata | Legnano   | 2 – 2 | Iris Oleggio | Stadio Giovanni Mari |
| \| \| \| \| \| \| Marcatori \| . \| |           |       |              |                      |
|                                     |           |       |              |                      |
|                                     | Marcatori | .     |              |                      |

| Vercelli 21 ottobre 1992 2ª giornata | Pro Vercelli | 1 – 4 | Legnano |  |
| \| \| \| \| \| \| Marcatori \| . \|  |              |       |         |  |
|                                      |              |       |         |  |
|                                      | Marcatori    | .     |         |  |

| 28 ottobre 1992 3ª giornata         |           | - – - |  |  |
| \| \| \| \| \| \| Marcatori \| . \| |           |       |  |  |
|                                     |           |       |  |  |
|                                     | Marcatori | .     |  |  |

#### Terzo turno - Triangolare 1
| Pinerolo 6 gennaio 1993 1ª giornata | Pinerolo  | 2 – 1 | Legnano |  |
| \| \| \| \| \| \| Marcatori \| . \| |           |       |         |  |
|                                     |           |       |         |  |
|                                     | Marcatori | .     |         |  |

| Legnano 13 gennaio 1993 2ª giornata | Legnano   | 3 – 1 | Virescit Bergamo | Stadio Giovanni Mari |
| \| \| \| \| \| \| Marcatori \| . \| |           |       |                  |                      |
|                                     |           |       |                  |                      |
|                                     | Marcatori | .     |                  |                      |

| 20 gennaio 1993 3ª giornata         |           | - – - |  |  |
| \| \| \| \| \| \| Marcatori \| . \| |           |       |  |  |
|                                     |           |       |  |  |
|                                     | Marcatori | .     |  |  |

#### Quarto turno - Triangolare 1
| Legnano 10 marzo 1993 1ª giornata   | Legnano   | 2 – 2 | Treviso | Stadio Giovanni Mari |
| \| \| \| \| \| \| Marcatori \| . \| |           |       |         |                      |
|                                     |           |       |         |                      |
|                                     | Marcatori | .     |         |                      |

| Sesto Fiorentino 17 marzo 1993 2ª giornata | Sestese   | 1 – 1 | Legnano |  |
| \| \| \| \| \| \| Marcatori \| . \|        |           |       |         |  |
|                                            |           |       |         |  |
|                                            | Marcatori | .     |         |  |

| 24 marzo 1993 3ª giornata           |           | - – - |  |  |
| \| \| \| \| \| \| Marcatori \| . \| |           |       |  |  |
|                                     |           |       |  |  |
|                                     | Marcatori | .     |  |  |

## Statistiche

### Statistiche di squadra
| Competizione                    | Punti | Totale | Totale | Totale | Totale | Totale | Totale | DR  |
| Competizione                    | Punti | G      | V      | N      | P      | Gf     | Gs     | DR  |
| ------------------------------- | ----- | ------ | ------ | ------ | ------ | ------ | ------ | --- |
| Campionato Nazionale Dilettanti | 50    | 34     | 19     | 12     | 3      | 65     | 27     | +38 |
| Coppa Italia Dilettanti         | 15    | 8      | 4      | 3      | 1      | 19     | 11     | +8  |

### Statistiche dei giocatori
| Giocatore    | Campionato Nazionale Dilettanti | Campionato Nazionale Dilettanti |
| Giocatore    | Presenze                        | Reti                            |
| ------------ | ------------------------------- | ------------------------------- |
| S. Banfi     | 2                               | 0                               |
| G. Bestetti  | 5                               | 0                               |
| P. Capra     | 31                              | 8                               |
| A. Cicchetti | 30                              | 1                               |
| S. Cominetti | 15                              | 0                               |
| M. Croce     | 28                              | 1                               |
| A. Dal Molin | 32                              | 0                               |
| Daquino      | 7                               | 1                               |
| S. Elli      | 28                              | 0                               |
| B. Foglio    | 2                               | 0                               |
| D. Gardini   | 29                              | 2                               |
| D. Lavelli   | 29                              | 0                               |
| E. Pedretti  | 29                              | 1                               |
| A. Porrino   | 29                              | 2                               |
| E. Porrino   | 19                              | 5                               |
| F. Scienza   | 30                              | 15                              |
| A. Seveso    | 32                              | 20                              |
| M. Tacca     | 30                              | 0                               |
| F. Tolasi    | 27                              | 5                               |